# Михайлівська церква (Вороніж)
Миха́йлівська це́рква — церква, розташована в селі Вороніж (Сумська область). Церкву побудовано у 1776 — 1781 роках. Це одне із найяскравіших витворів українського зодчества XVIII ст. Сьогодні Михайлівська церква належить до пам'яток архітектури національного значення.

## Автор
До цього часу вчені точно не можуть вказати на архітектора церкви. Існує думка, що ним міг бути І. Г. Григорович-Барський.
Відомо також, що в другій половині XVIII ст. у ціх місцях були поселені німці — тож не виключено, що храм міг бути збудований німецьким майстром.
Ліпні прикраси, ймовірно, виконано київськими майстрами, тому що вони мають багато спільного з декором Софіївської дзвіниці у Києві, який виконано у 1746—1748 роках.

## Особливості
Храм незвичайний тим, що він є синтезом архітектури зі скульптурою. Це єдиний приклад такого роду на Лівобережній Україні.
Михайлівська церква — однокупольна та двоповерхова. На першому ярусі знаходиться тепла церква. Вона являє собою тип так званих триконхових («триконх» — трилисник) храмів.
Вважається, що цей тип народився на горі Афон, в XIV — на початку XV століття потрапив у Молдову через Сербію, був поширений на Поділлі у XV — XVI ст., а в середині XVIII ст. з'явився на Лівобережній Україні. До нього широко звертався у своєму мистецтві І. Г. Григорович-Барський. В інших регіонах України в епоху Гетьманщини триконхових храмів не будували.
За своїми художніми формами храм являє собою сплав бароко з класицизмом. Дуже вишуканий, він відрізняється урочистістю та ошатністю як зовнішнього вигляду, так й інтер'єру. Церкву прикрашає пишний декор у вигляді коринфських пілястр, фігурних наличників та численних ліпних рельєфів.